# 39 Eridani
Désignations
39 Eridani (en abrégé 39 Eri) est une étoile binaire de la constellation de l'Éridan. Elle est visible à l'œil nu avec une magnitude apparente combinée de 4,87. En date de 2016, les deux étoiles étaient disposées selon une distance angulaire de 6,4 secondes d'arc et à un angle de position de 143°. D'après la mesure de sa parallaxe annuelle par le satellite Hipparcos, le système est distant d'environ ∼ 240 a.l. (∼ 73,6 pc) de la Terre. Il s'éloigne du Système solaire à une vitesse radiale héliocentrique de +7 km/s.
Sa composante primaire, désignée 39 Eridani A, est une étoile géante rouge de type spectral K3 III et de magnitude 5,07. Elle est âgée de plus d'un milliard d'années et elle est 1,77 fois plus massive que le Soleil. Le rayon de l'étoile est 12 fois plus grand que le rayon solaire, elle est 81,3 fois plus lumineuse que le Soleil et sa température de surface est de 4 641 K. C'est une étoile « super-riche en métaux » candidate, montrant une surabondance significative en fer dans son spectre par rapport au Soleil.
La composante secondaire 39 Eridani B, est une naine jaune de type spectral G2 V et de magnitude 8,68. Son rayon est 15 % plus grand que le rayon solaire, elle est 37 % plus lumineuse que le Soleil et sa température de surface est de 5 816 K.